# Südost Autobahn
Südost Autobahn – autostrada nr A 3 w Austrii. Zaczyna się na skrzyżowaniu z A2, a kończy na skrzyżowaniu z S31.
Planowane jest przedłużenie trasy w obydwu kierunkach. Na północ miałaby iść równolegle do A2 i łączyć się z A23 w Wiedniu. Znacznie bardziej zaawansowane są prace nad przedłużeniem autostrady na południe w stronę przejścia granicznego z Węgrami w Klingenbach. Jednakże nie przewiduje się rozpoczęcia budowy przed 2023 rokiem.